# Эквадор на летних Олимпийских играх 2004
Эквадор принимал участие в Летних Олимпийских играх 2004 года в Афинах (Греция) в одиннадцатый раз за свою историю, но не завоевал ни одной медали. Сборную страны представляли 5 женщин.

## Состав олимпийской сборной Эквадора

### Лёгкая атлетика
Спортсменов — 9
Мужчины
| Спортсмен        | Дисциплина   | Предварительный раунд | Предварительный раунд | Четвертьфиналы | Четвертьфиналы | Полуфиналы | Полуфиналы | Финал     | Финал     |
| Спортсмен        | Дисциплина   | Результат             | Место                 | Результат      | Место          | Результат  | Место      | Результат | Место     |
| ---------------- | ------------ | --------------------- | --------------------- | -------------- | -------------- | ---------- | ---------- | --------- | --------- |
| Байрон Пиедра    | 800 м        |                       |                       | 1:48,42        | 56             | Не прошёл  | Не прошёл  | Не прошёл | Не прошёл |
| Джексон Киньонес | 110 м с/б    | 13,44                 | 14                    | 13,67          | 25             | Не прошёл  | Не прошёл  | Не прошёл | Не прошёл |
| Сильвио Герра    | марафон      |                       |                       |                |                |            |            | 2:25,29   | 61        |
| Франклин Тенорио | марафон      | 2:31,12               | 71                    |                |                |            |            |           |           |
| Хавьер Морено    | ходьба 20 км |                       |                       |                |                |            |            | DSQ       |           |
| Джефферсон Перес | ходьба 20 км | 1:20,38               | 4                     |                |                |            |            |           |           |
| Роландо Сакуйпай | ходьба 20 км | 1:24,07               | 17                    |                |                |            |            |           |           |
| Джефферсон Перес | ходьба 50 км |                       |                       |                |                |            |            | 3:53,04   | 12        |

Женщины
| Спортсмен     | Дисциплина | Финал     | Финал |
| Спортсмен     | Дисциплина | Результат | Место |
| ------------- | ---------- | --------- | ----- |
| Сандра Руалес | марафон    | 2:44,28   | 36    |